# Битва неба и земли
«Битва неба и земли»  (яп. 天と地の戦い) — тридцать второй эпизод расширенной версии четвëртого сезона аниме-сериала «Атака титанов» и третья часть «Финальных глав».

## Сюжет
Райнер Браун в форме Бронированного титана убивает Звероподобного титана на теле Эрена. Но оказывается, что этот Звероподобный титан являлся лишь безжизненной оболочкой. Армин Арлерт понимает, что его волей управлял Эрен при помощи силы Титана-прародителя. Он принимает решение стать Колоссальным титаном и используя взрыв от превращения разрушить тело Титана-прародителя. Однако внезапно появляется титан в форме окапи, который захватывает и уносит Арлерта в сторону задней части тела Прародителя.
Путь к Армину перекрыт девятью титанами разных времëн. Пик Фингер принимает решение взорвать загривок Эрена, но её Титана-перевозчика ранит призванный Эреном Титан-молотобоец. Армин понимает, что этими титанами управляет прародительница Имир, которая подобно Эрену желает геноцида человечества. После атаки призванного Колоссального титана Бертольда Хувера, только Микаса и Леви Аккерман остаются боеспособными. В последний момент они спасаются благодаря появлению получившего способность летать Зубастого титана Фалько вместе с Энни и Габи. Леви предлагает разделиться, освободить Армина и взорвать загривок Эрена.
Армин видит своё тело, думает, что умер и злится на себя за свою смерть, невозможность защитить друзей и выполнить возложенные на него надежды, но потом осознаёт, что ещё жив и попал в Мир путей. Там он встречает Зика Йегера и между ними завязывается диалог.

## Отзывы
Критик The Geekiary Джейми Суга, рассматривая серии «Битва неба и земли» и «К дереву на том холме», отметила, что «темп этих заключительных серий был безумным, действие происходило практически без остановок». По словам критика, эпизод обладает крайней степенью эмоциональности, но слабой сценарной составляющей. Суга, рассматривая также другие части спецэпизодов «Финальных глав» сделала вывод, что главный посыл сериала — заключение смысла жизни в мелочах, а такие вещи, как война и жестокость, останутся неотъемлемой частью человеческого мира.
Критик интернет-сайта Gramatune Хидзир Джунаини отметил боевые сцены и хорошую операторскую работу. «Битва неба и земли», согласно его словам, обладает достаточно хорошо прописанными диалогами, качественной анимацией и отличной постановкой боевых сцен.